# Scutellidium antarcticum
Scutellidium antarcticum is een eenoogkreeftjessoort uit de familie van de Tisbidae. De wetenschappelijke naam van de soort is voor het eerst geldig gepubliceerd in 1944 door Lang.